# Forcipomyia borbonica
Forcipomyia borbonica är en tvåvingeart som beskrevs av Jean Clastrier 1959.
Forcipomyia borbonica ingår i släktet Forcipomyia och familjen svidknott. Inga underarter finns listade i Catalogue of Life.